# Acetobacteri
Acetobacterium és un gènere de bacteris gram positius que pertanyen a la família Eubacteriaceae. El seu nom prové del fet que són acetògens, que fan àcid acètic com a subproducte del seu metabolisme. No s'han de confondre amb els bacteris de l'àcid acètic que són alfaproteobacteris aerobis.
L'espècie tipus és Acetobacterium woodii.